# Peter Posts jul
|  | Denne artikel er oprettet af botten Steenthbot ud fra en ekstern database. Den kan derfor have sproglige fejl eller mangler. Denne skabelon kan fjernes efter kontrol af indholdet. |

Peter Posts jul er en dansk dokumentarfilm fra 1966 instrueret af Ib Steinaa efter eget manuskript.

## Handling
Man følger Peter Post året igennem og ser specielt hans vanskeligheder, når juleposten ikke afsendes rettidigt. Filmen opfordrer til at sende juleposten i god tid, om ikke for andet, så for Peter Posts skyld.